# 23950 Tsusakamoto
23950 Tsusakamoto è un asteroide della fascia principale. Scoperto nel 1998, presenta un'orbita caratterizzata da un semiasse maggiore pari a 2,5669748 UA e da un'eccentricità di 0,1610285, inclinata di 8,87511° rispetto all'eclittica.